# Family Tree DNA
Family Tree DNA — американська приватна компанія, світовий лідер в області комерційних ДНК-тестів. Компанія розташована в Х'юстоні (Техас). Лабораторія компанії знаходиться в університеті Арізони. Family Tree DNA виконує генетичний аналіз Y-ДНК, мтДНК і аутосомної ДНК. Для проведення аналізу компанія надсилає інструкції і спеціальний набір, за допомогою якого береться мазок з внутрішньої сторони щоки. Всі зразки ДНК після проведення аналізу залишаються на зберіганні в лабораторії компанії.

## Історія
Компанія Family Tree DNA була заснована в 1999 році Беннеттом Грінспеном. У цей час Беннетт Грінспен є президентом і головою правління компанії. Спочатку компанія пропонувала генеалогічний аналіз Y-хромосоми, але в подальшому в список послуг було включено аналіз мітохондріальної ДНК, тобто ДНК, що передається по материнській лінії.
У лютому 2009 року компанія Family Tree DNA оголосила про те, що спільно з проектом «Генографія», реалізованим Національним географічним товариством США, було проведено понад 500 тисяч генетичних тестів.

## Тестування ДНК

### ДНК Y-хромосоми
Family Tree DNA виконує аналіз ДНК Y-хромосоми для генеалогічної ідентифікації по чоловічій лінії. Оскільки Y-хромосома у жінок відсутня, цей тест виконується тільки для чоловіків. Також такий аналіз проводиться для підтвердження або спростування спорідненості по батьківській лінії. Крім того тест Y-хромосоми дозволяє визначити гаплогрупи. Для визначення гаплогрупи компанія розробила програму SNP Assurance Program.
В даний час компанія FTDNA пропонує 37- і 111- маркерний аналіз Y-ДНК, а також більш сучасний тест Big Y-700. Тест Y-37 пропонується для початківців, в той час як тест Y-111 дозволяє отримати більш точні результати як по збігам Y-ДНК, так і в групових проектах на сайті компанії. Тест Big Y-700, заснований на методах секвенування нового покоління,  рекомендується для досвідчених користувачів і дозволяє перевірити понад 200 тисяч сніпів.

### Мітохондріальна ДНК
Ще один аналіз, який виконує Family Tree DNA, це аналіз мітохондріальної ДНК, яка успадковується по прямій жіночій лінії. Цей аналіз застосовується як до чоловіків, так і до жінок. Family Tree DNA пропонує тестування областей HVR1 і HVR2, а також повної геномної послідовності мтДНК. В результаті такого аналізу визначається гаплогрупа по материнській лінії.

### Аутосомна ДНК
FTDNA пропонує аналіз маркерів аутосомно ДНК, що ґрунтується на системі CODIS (Об'єднана система даних ДНК), розробленої ФБР США. FTDNA пропонує цей тест тим своїм клієнтам, зразки ДНК яких зберігаються в лабораторії університету Арізони, а також новим клієнтам, які готові надати зразок своєї ДНК. Цей тест використовується для визначення неофіційного батьківства, материнства, і спорідненості між братами і сестрами.
Основний же пропонований продукт за аутосомним тестування - Family Finder, в ході якого перевіряється близько 614 тисяч аутосомних сніпів.
Family Finder дозволяє клієнтам зіставляти родичів до такої величини, як п'ятий кузин. Family Finder також включає компонент, який має назву myOrigins. Результати цього тесту дають відсоткове співвідношення ДНК, пов'язаної із загальними регіонами або конкретними етнічними групами (наприклад, Західної Європи, Азії, євреїв, американських індіанців і т. д.). На відміну від інших компаній тестування, FTDNA використовує маркери аутосомної ДНК для медичних питань, результатів mtDNA і Y-ДНК SNP.